# 大岩龍一
大岩 龍一（おおいわ りゅういち、1997年12月17日 – ）は、千葉県出身の日本のプロゴルファー。

## 経歴
幼少期はサッカーをしていたが父の影響でゴルフを始める。堀越高等学校から日本大学に進学したが、2年次途中で退学。
2018年、「第73回国民体育大会ゴルフ競技」成年男子では東京都代表として出場し、個人では2日間通算9アンダーで、杉原大河と優勝を分け合った。同年秋にプロ転向。
2019年、アジア下部ツアーの「コンビファール選手権」を通算12アンダーでプロ初優勝。
2020年、ツアー外競技「日神カップ千葉オープン」では大槻智春と首位で並び、プレーオフを制し優勝。
2021年、国内メジャー「日本ゴルフツアー選手権」では優勝した木下稜介に8打差をつけられたものの、3位タイと好成績を修めた。「パナソニックオープン」では首位タイの中島啓太、永野竜太郎に1打及ばない3位でプレーオフに出場できなかった。